# شيري هيلز فيليج (كولورادو)
شيري هيلز فيليج (بالإنجليزية: Cherry Hills Village, Colorado)‏ هي مدينة تقع في مقاطعة أراباهو بولاية كولورادو في الولايات المتحدة. تبلغ مساحتها 16.3 (كم²)، وترتفع عن سطح البحر 1654 م، بلغ عدد سكانها 5987 نسمة في عام 2010 حسب إحصاء مكتب تعداد الولايات المتحدة وتصل الكثافة السكانية فيها 372.4 نسمة/كم2.

## وصلات خارجية
- www.cherryhillsvillage.com